# Sant Pere Sacama
Sant Pere Sacama (segles X-XI) és una capella dedicada a Sant Pere apòstol, construïda sobre uns rocs a l'extrem nord-est del terme municipal d'Olesa de Montserrat, en un punt culminant de la serra que separa el Baix Llobregat del Vallès Occidental. Formava part del castell de Sacama (segles X - XII), del qual només queden, entre roques, trossos de paret de pedres col·locades en forma d'espiga (opus spicatum). Per arribar-hi es pren la carretera B-120 d'Olesa a Viladecavalls i Terrassa, la carretera que va a Viladecavalls i Terrassa. Després de travessar el torrent de Sant Pere, i un xic abans de les Ribes Blaves, s'ha de girar en direcció nord-oest per una pista forestal que porta fins al peu de l'ermita. S'hi pot accedir amb cotxe.

## Història
L'ermita de Sant Pere Sacama era l'antiga capella del castell de Sacama (o de Cama), conegut des del 963. El 970 fou cedit a Ripoll i més tard unit a la dotació de Santa Maria de Montserrat, que n'adquirí el domini total per compra el 1261. Entorn seu es formà la quadra de Cama o de Sacama, fusionada al segle següent amb Olesa de Montserrat.
Just a sota de la capella hi havia el mas de Sant Pere, reedificat l'any 1637 i enderrocat a finals dels anys setanta del segle xx.
La capella posseïa un retaule barroc amb la imatge central de Sant Pere flanquejada per les imatges de Santa Llúcia i Santa Oliva, patrona d'Olesa. Aquest retaule estava separat de la paret l'absis insinuant una girola, espai que s'utilitzava com a sagristia. Es té constància que en aquest espai encara es conservava un antic retaule gòtic.
Amb l'esclat de la guerra civil espanyola aquests retaules van ser cremats.

## Arquitectura
És una capella d'una sola nau amb absis semicircular llombard i campanar en forma de cadireta. L'absis és el que resta de l'antiga capella romànica, construïda entre els anys 963 i 966, sobre les restes d'un primitiu oratori visigòtic. Presenta un aspecte magnífic, amb una obra de pedra molt neta (amb filades horitzontals regulars), arcuacions llombardes i una petita finestra central de mig punt i de doble esplandit. La resta de la nau, també d'aspecte apreciable, és fruit d'una reconstrucció posterior. La teulada és de teula a doble vessant. A la façana lateral de la dreta hi ha una finestra de forma circular de petites dimensions. La porta mira a ponent i és adovellada.

## Restauració
Durant els anys 1985 i 1986 es dugué a terme la darrera restauració de la capella per part del Centre Muntanyenc i de Recerques Olesà. En el transcurs d'aquests treballs es van descobrir dues petites fornícules a banda i banda de la finestra central de l'absis en les quals es conservaven fragments de pintura mural romànica.

## Intervencions arqueològiques

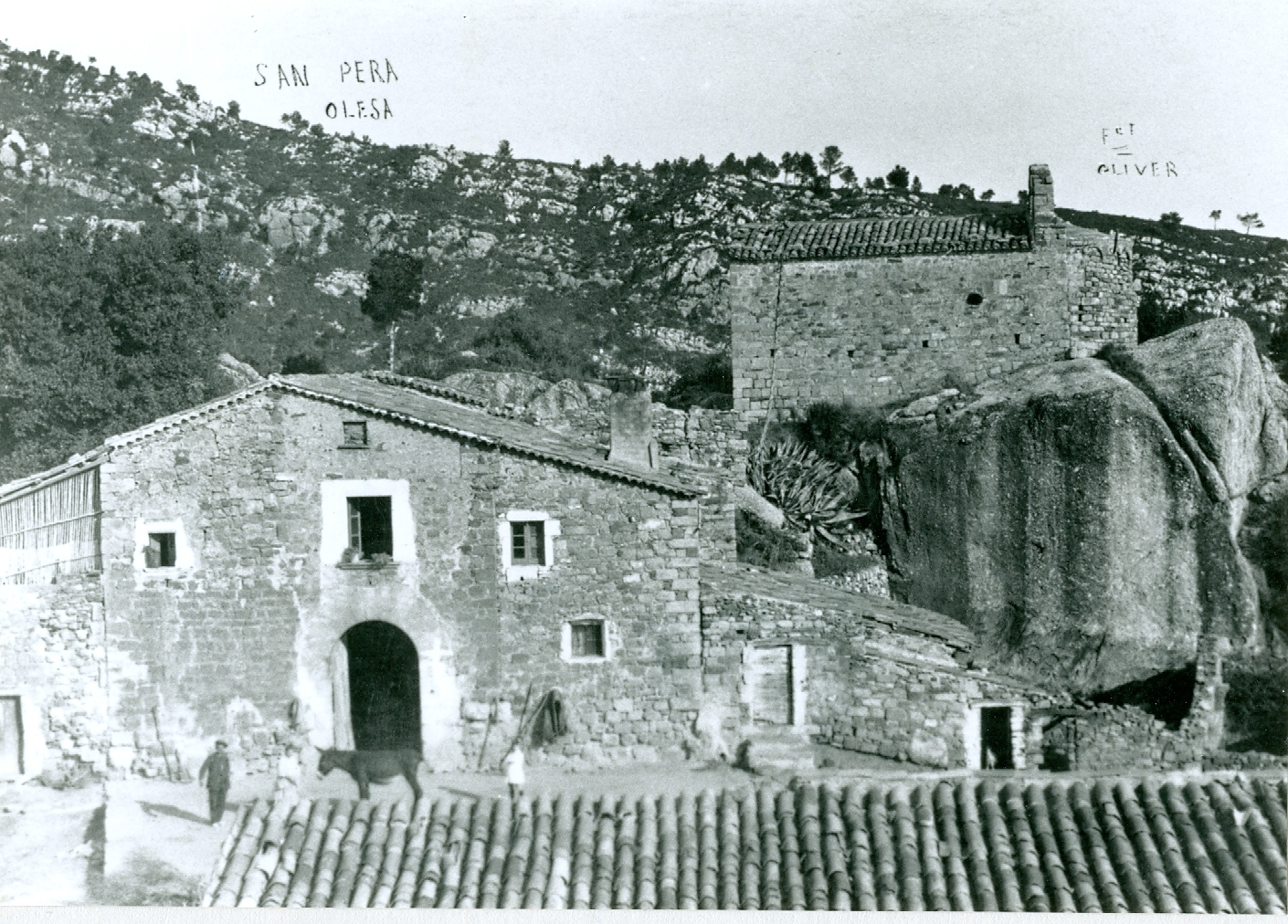
Vista general de la masia i ermita de Sant Pere Sacama l'any 1915

Les intervencions arqueològiques efectuades tant a l'exterior (1979-1980 i 1985) com a l'interior(1999-2001) de l'ermita han provat la presència d'un jaciment d'època ibèrica del segle ii aC, així com de les restes d'un habitatge catalogat com a carolingi i d'una necròpolis d'època medieval (segles XIV-XV).

## Castell de Sant Pere Sacama
Les restes arqueològiques de Sant Pere Sacama conegudes com “el Castell de Sant Pere Sacama” consten de la construcció defensiva, el castell pròpiament dit, la capella, i dos masos -un, adossat al castell i l'altre, al costat de les restes ibèriques.
El castell construït en l'època carolíngia era de dimensions reduïdes, amb capacitat per a deu soldats a tot estirar. Estava format per tres habitacions, la torre, un petit pati d'armes i la ferreria. Més tard es va construir l'estable. Al mas de Sant Pere, sota la capella, hi vivia una família camperola, dedicada a cuidar el bestiar i els conreus que podien tenir al voltat. L'activitat d'aquest mas va durar fins als anys 1970. En direcció al camí de l'oest, hi ha diferents restes arqueològiques: un petit assentament iber, amb una masia al damunt, i una petita necròpolis, a 40 metres de l'assentament amb una vintena d'enterraments. L'assentament iber consta de tres habitatges, sis sitges i un altre edifici que no ha estat estudiat. Durant l'edat mitjana es va construir la masia -que va utilitzar les sitges com a dipòsits d'aigua- i també es va construir una canalització per a l'aigua fins al mas de Puigventós, que és a uns 300 metres.
La funció de Sant Pere Sacama, en conjunt, era defensiva. Controlava el camí d'Olesa a Vacarisses i a Terrassa; a part, formava part d'un sistema d'alerta contra eventuals invasions musulmanes des de la banda sud del Llobregat. Aquest sistema s'utilitzava fent servir les campanes de les ermites: el senyal començava al Castell de Sant Salvador de les Espases -on hi ha una panoràmica del curs del riu Llobregat- i es dirigia cap al monestir de Montserrat passant per l'ermita de santa Margarida, o cap a Terrassa passant per Sant Pere Sacama, Sant Jaume de Castelló i Viladecavalls.